# ألفا كابا ألفا

ألفا كابا ألفا (ΑΚΑ) هي منظمة نسائية بأحرف يونانية، الأولى التي أنشأها جامعيات أمريكيات من أصل أفريقي.
العضوية للجامعيات المتعلمات، تأسست المنظمة على خمسة مبادئ أساسية:
| ألفا كابا ألفا |
| (ΑΚΑ)          |

| شعار منظمة ألفا كابا ألفا النسائية/ والذي صممه فيليس ويتلي ووترز عام 1920 [2] |                                                                    |
| التأسيس                                                                       | 15 يناير1908[3] جامعة هوارد                                        |
| النوع                                                                         | خدمة عامة\ اجتماعية                                                |
| التركيز                                                                       | خدمة وثقافة                                                        |
| النطاق                                                                        | دولية                                                              |
| الشعار                                                                        | "بالثقافة والاستحقاق" [4]                                          |
| الألوان                                                                       | البرتقالي الوردي الأخضر التفاحي[5]                                 |
| الرمز                                                                         | ورقة اللبلاب [6]                                                   |
| الزهرة                                                                        | زهرة شاي الورد                                                     |
| دار النشر                                                                     | مجلة إيفي ليف[7]                                                   |
| الفصول                                                                        | 1024                                                               |
| الاسم المستعار                                                                | AKA                                                                |
| المقر الرئيسي                                                                 | 5656.إس ستوني أيلاند إيف. شيكاغو، إلينويس 60637، الولايات المتحدة. |
| الموقع الإلكتروني                                                             | www.aka1908.com                                                    |

لصقل وتشجيع المعايير الدراسية والأخلاقية العالية، ولتعزيز الوحدة والصداقة بين النساء الجامعيات، ولدراسة والمساعدة في تخفيف حدة المشاكل الخاصة بالفتيات والنساء لتحسين حالاتهم الاجتماعية، وذلك للحفاظ على الشغف المتزايد بالحياة الجامعية، لتكن «في خدمة البشرية».
تأسست المنظمة النسائية في 15 يناير 1908، في جامعة هوارد السوداء تاريخيًا في العاصمة واشنطن، من قِبل مجموعة من ستة عشر طالبًا بقيادة إثيل هيدجمان لايل. مما شكل منظمة نسائية تزيل العوائق أمام النساء الأميركيات من أصول إفريقية في المناطق التي لم يكن لديهن فيها سلطة أو صلاحية ويُعزى ذلك إلى قلة الفرص المتاحة للأقليات والنساء في أوائل القرن العشرين. تأسست ألفا كابا ألفا في 29 يناير 1913.
ولكونها تتألف من النساء الجامعيات المتعلمات من خلفيات متنوعة ومن مختلف أنحاء العالم، فتقدم منظمتنا الخدمة من خلال عضوية أكثر من 300000 امرأة في 1024 فرع في الولايات المتحدة وعدة دول أخرى. قد تنضم النساء من خلال الفروع الجامعية في كلية أو جامعة أو أنها قد تنضم أيضًا من خلال فرع الدراسات العليا بعد الحصول على المرحلة الجامعية أو درجة جامعية متقدمة.
بعد إنشاء المنظمة، ساعدت ألفا كابا ألفا على تحسين الظروف الاجتماعية والاقتصادية من خلال برامج خدمة المجتمع. حسَّن الأعضاء التعليم من خلال مبادرات مستقلة، ساهمت في بناء المجتمع من خلال إنشاء برامج وجمعيات، مثل عيادة ميسيسيبي الصحية، والتشريعات الاتحادية المتأثرة بضغط الكونغرس من خلال الأمانة العامة الوطنية غير الحزبية بشأن الحقوق المدنية والديمقراطية. وتعمل منظمتنا مع المجتمعات من خلال مبادرات الخدمة والبرامج التقدمية المتعلقة بالتعليم، والأسرة، والصحة، والأعمال.
ألفا كابا ألفا جزء من المجلس القومي الهيليني الوطني (NPHC). الرئيس الدولي الحالي هي الدكتورة غليندا جلوفر وتوجد الوثائق الخاصة بالوثيقة والمحفوظات المصورة في مركز أبحاث مورلاند-سبينجارن.

## البدايات: 1907-1912
في ربيع عام 1907، قادت إيثيل هيدجمان الجهود المبذولة لإنشاء أخوة في جامعة هوارد.
شجعت عضو هيئة التدريس، إيثال روبنسون بجامعة هوارد، هيدجمان من خلال ربط الاحتفالات الخاصة بها في حياة المنظمة النسائية في كلية البنات في جامعة براون، على الرغم من أنها لم تكن عضوًا في أي منظمة نسائية عندما كانت طالبة في براون.
كانت هيدجمان ملهَمة أيضًا من قِبل أساتذتها في هوارد. ولتنفيذ فكرتها، بدأت هيدجمان بتوظيف زملاء الدراسة المهتمين خلال صيف عام 1907.
مؤسسة النهوض التربوي
مؤسسة ألفا كابا ألفا للتقدم التعليمي (EAF) هي مؤسسة منفصلة وفرع معفى من الضرائب من منظمتنا، والتي "توفر الدعم المالي للأفراد والمنظمات التي تشارك في التعلم مدى الحياة. تمنح المؤسسة المنح الدراسية الأكاديمية (من أجل أعضاء المرحلة الجامعية من المنظمة النسائية، وكذلك غير الأعضاء)، والزمالات، ومنح خدمة المجتمع.
التاريخ والتبرعات
كانت المؤسسة وليدة أفكار كونستانس هولاند، شقيقة الدكتورة باربرا فيليبس الرئيس الدولي السابق لألفا كابا ألفا في عام 1978. كان للمؤسسة بدايات رسمية في1980 وتبرعت منظمتنا بمبلغ وقدره 10000 دولار أمريكي للمشروع. بعد ثماني سنوات، منحت المنظمة الأولى 10000 دولار إلى أربعة عشر طالبًا. في عام 1991، منحت مؤسسة ألفا كابا ألفا للتقدم التعليمي لأول مرة منح صغيرة لمنظمات المجتمع. في عام 1998، قدمت مؤسسة ألفا كابا ألفا للتقدم التعليمي  جائزة «شركاء الشباب للوصول إلى رأس المال» (PAC) الأولى لعضو جامعي.
في الذكرى العشرين لتأسيس المنظمة في عام 2000، نشرت مؤسسة ألفا كابا ألفا للتقدم التعليمي  كتاب "إدمان أعمالنا القادمة: "مخطط للتميز". الكتاب بمثابة تاريخ شامل للمنظمة وكمرشد لبداية العمل الخيري. اتحدت مؤسسة ألفا كابا ألفا للتقدم التعليمي عبر الإنترنت مع موقع على شبكة الإنترنت في عام 2003.
احتفلت المنظمة بالذكرى السنوية الفضية في ناسو، جزر البهاما، في عام 2005. تم دمج  مؤسسة ألفا كابا ألفا للتقدم التعليمي في البرنامج المئوي للرئيس الدولي للتمويل في إطار برنامج علمي متميز الأداء. بشكل عام، تبرعت مؤسسة ألفا كابا ألفا للتقدم التعليمي بأكثر من 200000 دولار في شكل منح ومنحت 1400 من الطلاب منحًا دراسية. تشمل جهات مؤسسة ألفا كابا ألفا للتقدم التعليمي المانحة الرئيسية الأخرى  كونتيننتال آيرلاينز ونورثرن ترست.

### المشروعات
·        دعاة الكليات السوداء - الغرض من دعاة الكليات السوداء هو منح 100.000دولار للكلية والجامعة السوداء تاريخيًا مُختَارة، وذلك لدعم المؤسسة المنح الدراسية وبرنامج المنح.
·        صندوق جامعة هوارد– تحتفل ألفا كابا ألفا بالذكرى المئوية لتأسيس المنظمات النسائية من خلال التبرع بمبلغ مليوني دولار لجامعة هوارد على الرغم من ملمحين.
·        منح دراسية للفصل الدراسي– يرسل طلاب البكالوريوس والدراسات العليا في  ألفا كابا ألفا مستحقات منفصلة لمؤسسة التقدم التعليمي لتمويل المنح الدراسية المحلية.
·        معرض سفر منظمة ألفا كابا ألفا النسائية  يسجل إنجازات أعضاء ألفا كابا ألفا من خلال عمر المنظمة الذي يصل إلى مائة عام.
آيفي أكريس
سيكون آيفي أكريس مركز التقاعد يقع في وينستون سالم، ولاية كارولينا الشمالية. مركز التقاعد برعاية سينيور ريزيدنسز، إنكوربوريتد، وهي تابعة لمنظمة ألفا كابا ألفا.
آيفي ريدينغ أكاديمي
توفر آيفي ريدينغ أكاديمي البرامج التي تشجع المجتمع بأكمله على أن يصبح مهتمًا.
برنامج زملاء القيادة
برنامج زملاء القيادة هو حدث ممول بالكامل يشارك فيه ثلاثون طالب وطالبة جامعية من منظمة ألفا كابا ألفا
في جميع أنحاء العالم ويتم تدريبهم بشكل فردي لأدوار القيادة المهنية.
الشراكات في الرياضيات والعلوم
بدأت الشراكات في الرياضيات والعلوم (PIMS) في إدارة إيفا إيفانز في عام 1994 وكانت جزءًا من برنامج سبيريت أثناء إدارة ليندا وايت.
برنامج المؤلفين الشباب
ظهر برنامج المؤلفين الشباب في إدارات ليندا وايت. الغرض من البرنامج هو تشجيع ورفع المشاركة في القراءة والكتابة في رياض الأطفال من خلال أطفال المدارس في الصف الثالث.